# Sweetbox
Gli Sweetbox sono un gruppo musicale pop statunitense formato in Germania da Heiko Schmidt e da Roberto "Geo" Rosan ed attivo dal 1995.

## Storia del gruppo
Nel 1995 il gruppo registra il suo primo singolo Booyah Here We Go, cantato da Kimberley Kearney, la quale dopo aver cantato il secondo singolo Shakalaka, lascia la band costringendo Geo a trovare una nuova voce per la band.
Nel 1998 nel gruppo viene introdotta nella band la cantante Tina Harris, con la quale viene realizzato il singolo Everything's Gonna Be Alright, costruito sulla famosa Aria sulla quarta corda di Johann Sebastian Bach, che portò il gruppo in cima a dieci classifiche e a vincere il Japanese Grammies.
Nel 1999 Tina lascia il gruppo e Geo comincia a pensare di mixare canzoni moderne con musiche popolari.
Tra il 2001 e il 2004 la nuova cantante del gruppo diventa Jade Villalon, con la quale Geo incide il primo album Classified e, un anno dopo, nel 2002, la band pubblica l'album Jade in Asia. Alcuni singoli estratti dall'album rimarranno in cima alle classifiche europee, portando il gruppo a creare una versione acustica dell'album chiamato Jade-Silver Edition.
Nel 2004 Jade viene scelta per cantare la versione inglese delle canzoni del gioco Final Fantasy X-2 con il nome di Jade From Sweetbox.
Nel 2004 inoltre esce l'album Adagio, mentre tra il 2006 e il 2007 la band pubblica in Giappone un album contenente tutti i loro successi.
Il 4 settembre 2007 Jade annuncia che lascia la band per proseguire la carriera da solista sotto il nome di Jade Valerie. Anche Geo, contestualmente, lascia il gruppo.
A questo punto Schmidt decide di lavorare con Hayden Bell e Andre Recke. I due ingaggiano la diciottenne Jamie Pineda, che diventa la quarta cantante del gruppo.
Nel 2009 viene pubblicato l'album The Next Generation, seguito nel febbraio 2011 dall'album Diamond Vell.
Nel 2012 il gruppo si mette alla ricerca di una cantante giapponese con cui rifondare il progetto. Viene scelta qualche mese dopo Miho Fukuhara. Al gruppo si aggiunge anche il cantante hip hop originario di Antigua LogiQ Pryce.
Nel luglio 2013 viene pubblicato l'album intitolato #Z21.

## Formazione
Attuale
- Miho Fukuhara (2013–presente)
- LogiQ Pryce (2013–presente)

Ex membri
- Kimberley Kearney (1995)
- Dacia Bridges (1995–1996)
- Tina Harris (1997–1999)
- Jade Villalon (2000–2007)
- Roberto "Geo" Rosan (1995–2007)
- Jamie Pineda (2007–2012)

## Discografia
Album studio
- 1998 – Sweetbox
- 2001 – Classified
- 2002 – Jade
- 2004 – Adagio
- 2004 – After the Lights
- 2006 – Addicted
- 2009 – The Next Generation
- 2011 – Diamond Veil
- 2013 – #Z21